# Маслянка (село)
Ма́слянка — село в Україні, у Млинівській селищній громаді Дубенського району Рівненської області. Населення становить 577 осіб.

## Географія
Село рзташоване на правому березі річки Ікви.

## Населення

### Мова
Розподіл населення за рідною мовою за даними перепису 2001 року:
| Мова       | Кількість | Відсоток |
| ---------- | --------- | -------- |
| українська | 604       | 100%     |

## Історія
7 (20) листопада 1917 року, відповідно до Третього Універсалу Української Центральної Ради, увійшло до складу Української Народної Республіки.
30 липня 2017 року архієпископ Рівненський і Острозький Іларіон звершив Чин освячення каплиці у Маслянці.
12 червня 2020 року, відповідно до розпорядження Кабінету Міністрів України № 722-р від «Про визначення адміністративних центрів та затвердження територій територіальних громад Рівненської області», увійшло до складу Млинівської селищної громади.
19 липня 2020 року, в результаті адміністративно-територіальної реформи та ліквідації Млинівського району, село увійшло до складу Дубенського району.